# جائزة رئيس الوزراء للأدب العبري
جائزة رئيس الوزراء للأدب العبري (وتعرف أيضًا باسم جائزة ليفي أشكول الأدبية). 
سميت على اسم رئيس الوزراء الإسرائيلي الثالث ليفي أشكول، وهي جائزة سنوية تُمنح للكتاب باللغة العبرية. وتأسست عام 1969.

## عن الجائزة
الهدف من الجائزة هو «تقدير الأدب العبري وتشجيع التميز في الكتابة الأدبية العبرية» من خلال تقديم منحة مالية للكتّاب، والتي ستمكنهم من الكتابة بحرية لمدة عام. بلغت المنحة، اعتبارًا من 2016 مبلغ 65000 شيكل - ما يعادل الراتب السنوي للمعلم. 
أسس الجائزة رئيس الوزراء ليفي إشكول ومنحت للمرة الأولى للكاتب زيليغ لافون شقيق بنحاس لافون.
تُمنح الجائزة من قبل وزارة الثقافة من ميزانيتها ووفقًا للوائح التي تضعها الوزارة، والتي بموجبها يتم تعيين مجلس أمناء مكون من سبعة أعضاء، كل ثلاث سنوات، من بينهم ثلاثة ممثلين عن وزير الثقافة والرياضة وأربعة من اتحاد الكتاب العبريين، مع رئيس يتم تعيينه سنويًا من قبل الوزير. يعين مجلس الإدارة لجنة اختيار مكونة من ثلاثة أعضاء، والتي تختار ما يصل إلى 14 من الحاصلين على جوائز سنويًا بأغلبية الأصوات.
ويتم الإعلان عن الفائزين في شهر ديسمبر من العام المنتهي قبل السنة التقويمية التي يتم خلالها تقديم مبلغ الجائزة (ومن ثم، على سبيل المثال، تم الإعلان عن الفائزين بجوائز 2020 في ديسمبر 2019).